# ГЕС Тугген
ГЕС Тугген – гідроелектростанція у північній частині Швеції. Знаходячись між ГЕС Hällforsen (вище по течії) та ГЕС Bjurfors Övre, входить до складу каскаду на одній з основних шведських річок Умеельвен, яка впадає в Ботнічну затоку Балтійського моря біля міста Умео. 
Річку перекрили комбінованою греблею висотою 26 метрів, яка складається з двох частин:
- бетонної довжиною 190 метрів, що включає три шлюзи для перепуску надлишкової води;
- насипної довжиною 240 метрів, зведення якої потребувало 120 тис. м3 матеріалу.
Ця споруда утримує витягнуте по долині річки на 18 км водосховище з площею поверхні 6,87 км2 та корисним об’ємом лише 11 млн м3, що пояснюється незначним проектним коливання рівня поверхні між позначками 202,5 та 204 метри НРМ. 
Інтегрований у лівобережну частину греблі машинний зал обладнали двома турбінами типу Каплан загальною потужністю 110 МВт, які при напорі у 27,5 метра забезпечують виробництво 441 млн кВт-год електроенергії на рік. При цьому у залі зарезервоване місце для можливого встановлення третього гідроагрегата.
З метою збільшення напору природне русло Умеельвен поглибили протягом 5,5 км після машинного залу, для чого використовували потужний екскаватор Marion 7400.
Під час спорудження станції її обладнали спеціальним водоводом для здійснення лісосплаву. Станом на середину 2010-х використання цієї споруди припинилось.